# PDC Pro Tour 2020
Die PDC Pro Tour 2020 war die insgesamt neunzehnte Austragung der Dartsturnierserie von der PDC. Sie beinhaltete die Players Championships und die European Tour Events. Insgesamt werden voraussichtlich 27 Turniere und damit 16 weniger als im Vorjahr ausgetragen – 23 Players Championships und 4 European Tour Events. Ursprünglich waren 43 Turniere geplant, aufgrund der COVID-19-Pandemie kam es jedoch zu mehreren Turnierausfällen.
Dieser Artikel enthält außerdem die Ergebnisse anderer PDC-Turnierserien wie die Development Tour, die Challenge Tour, die Women’s Series, die PDC Home Tour, die regionalen Touren und die regionalen Qualifikationsturniere für die PDC World Darts Championship 2021.

## PDC Tour Card
Um die PDC Pro Tour spielen zu dürfen, muss man über eine Tour Card verfügen, die zwei Jahre gültig ist. Diese berechtigt an der Teilnahme an allen Pro-Tour-Turnieren.
Insgesamt werden 128 Tour Cards vergeben:
- (64) – Top 64 der PDC Order of Merit nach der PDC-Weltmeisterschaft 2020
- (24) - 25 Qualifikanten von der Q-School 2019, die nach der PDC-Weltmeisterschaft 2019 nicht in den Top 64 standen.
- (2) - Zwei Qualifikanten von der Challenge Tour 2018
- (2) - Zwei Qualifikanten von der Development Tour 2018
- (2) - Zwei Qualifikanten von der Challenge Tour 2019
- (2) - Zwei Qualifikanten von der Development Tour 2019
- (32) - 31 Qualifikanten von der Q-School 2020

### Q-School
Über die Q-School wurden die übriggebliebenen Tour Cards vergeben. Sie werden seit 2018 in die UK Q-School und die European Q-School geteilt. Spieler, die nicht aus Europa kommen, konnten sich aussuchen, an welchem Turnier sie teilnehmen wollen.
- Die UK Q-School fand vom 16. bis 19. Januar 2020 in der Robin Park Arena in Wigan statt.
- Die European Q-School fand vom 16. bis 19. Januar 2020 in der Halle39 in Hildesheim statt.

Folgende Spieler konnten sich eine Tour Card für zwei Jahre erspielen:
| Tag 1 – 16. Januar     | Tag 2 – 17. Januar           | Tag 3 – 18. Januar      | Tag 4 – 19. Januar      |
| UK Q-School            | UK Q-School                  | UK Q-School             | UK Q-School             |
| ---------------------- | ---------------------------- | ----------------------- | ----------------------- |
| Jason Lowe Gary Blades | Kai Fan Leung Bradley Brooks | Jeff Smith Aaron Beeney | Nick Kenny Scott Waites |
| 521 Teilnehmer         |                              |                         |                         |
| European Q-School      |                              |                         |                         |
| Harald Leitinger       | Mike De Decker               | Karel Sedláček          | Steffen Siepmann        |
| 332 Teilnehmer         |                              |                         |                         |

Die übrig gebliebenen Tour Cards wurden über die Q-School Order of Merit -ebenfalls in UK und European geteilt- an folgende Spieler vergeben:
UK Q-School Order of Merit
1. Adam Hunt
2. Ryan Murray
3. Peter Jacques
4. Damon Heta
5. Andy Hamilton
6. Alan Tabern
7. Wayne Jones
8. William Borland
9. Martin Atkins
10. Steve Brown
11. Darren Penhall
12. Lisa Ashton

European Q-School Order of Merit
1. Dirk van Duijvenbode
2. Wesley Harms
3. Derk Telnekes
4. Martijn Kleermaker
5. Daniel Larsson
6. Boris Krčmar
7. Krzysztof Kciuk

## Preisgeld
Die Preisgelder für die Players Championship Turniere entsprachen denselben wie im Vorjahr.
Sie unterteilten sich wie folgt:
| Runde              | Players Championships | European Tour Events |
| ------------------ | --------------------- | -------------------- |
| Sieg               | £ 10.000              | £ 25.000             |
| Finale             | £ 6.000               | £ 10.000             |
| Halbfinale         | £ 3.000               | £ 6.500              |
| Viertelfinale      | £ 2.250               | £ 5.000              |
| Achtelfinale       | £ 1.500               | £ 3.000              |
| 3. Runde (Last 32) | £ 1.000               | £ 2.000              |
| 2. Runde (Last 64) | £ 500                 | £ 1.000              |
| Total              | £ 75.000              | £ 140.000            |

## Players Championships
| Nr. | Datum      | Austragungsort | Sieger             | Ergebnis | Finalist           |
| --- | ---------- | -------------- | ------------------ | -------- | ------------------ |
| 1   | 08.02.2020 | Barnsley       | Gary Anderson      | 8 : 4    | Jeff Smith         |
| 2   | 09.02.2020 | Barnsley       | Nathan Aspinall    | 8 : 3    | Gerwyn Price       |
| 3   | 15.02.2020 | Wigan          | Ryan Searle        | 8 : 6    | Michael van Gerwen |
| 4   | 16.02.2020 | Wigan          | Krzysztof Ratajski | 8 : 7    | Ian White          |
| 5   | 22.02.2020 | Wigan          | Peter Wright       | 8 : 6    | Gerwyn Price       |
| 6   | 23.02.2020 | Wigan          | Gerwyn Price       | 8 : 7    | Michael van Gerwen |
| 7   | 14.03.2020 | Barnsley       | Nathan Aspinall    | 8 : 4    | Brendan Dolan      |
| 8   | 15.03.2020 | Barnsley       | Ian White          | 8 : 3    | James Wade         |
| 9   | 08.07.2020 | Milton Keynes  | Michael van Gerwen | 8 : 7    | Peter Wright       |
| 10  | 09.07.2020 | Milton Keynes  | Ryan Joyce         | 8 : 7    | Dave Chisnall      |
| 11  | 10.07.2020 | Milton Keynes  | Michael van Gerwen | 8 : 3    | José de Sousa      |
| 12  | 11.07.2020 | Milton Keynes  | James Wade         | 8 : 2    | Rob Cross          |
| 13  | 12.07.2020 | Milton Keynes  | Peter Wright       | 8 : 2    | Gerwyn Price       |
| 14  | 12.09.2020 | Niedernhausen  | Peter Wright       | 8 : 1    | Madars Razma       |
| 15  | 13.09.2020 | Niedernhausen  | Damon Heta         | 8 : 4    | Joe Cullen         |
| 16  | 14.09.2020 | Niedernhausen  | Michael van Gerwen | 8 : 1    | Mensur Suljović    |
| 17  | 15.09.2020 | Niedernhausen  | Gerwyn Price       | 8 : 7    | Devon Petersen     |
| 18  | 16.09.2020 | Niedernhausen  | Gerwyn Price       | 8 : 5    | Krzysztof Ratajski |
| 19  | 10.11.2020 | Coventry       | Michael Smith      | 8 : 6    | Jermaine Wattimena |
| 20  | 11.11.2020 | Coventry       | Michael Smith      | 8 : 7    | José de Sousa      |
| 21  | 12.11.2020 | Coventry       | Gerwyn Price       | 8 : 6    | Damon Heta         |
| 22  | 13.11.2020 | Coventry       | Peter Wright       | 8 : 7    | José de Sousa      |
| 23  | 14.11.2020 | Coventry       | Joe Cullen         | 8 : 4    | Krzysztof Ratajski |

## European Tour Events
| Nr. | Datum               | Event                      | Austragungsort | Sieger                | Ergebnis | Finalist                 |
| --- | ------------------- | -------------------------- | -------------- | --------------------- | -------- | ------------------------ |
| 1   | 28. Februar–1. März | Belgian Darts Championship | Hasselt        | Gerwyn Price 100,03   | 8 : 3    | Michael Smith 96,26      |
| 2   | 25.–27. September   | German Darts Championship  | Hildesheim     | Devon Petersen 102,75 | 8 : 3    | Jonny Clayton 91,43      |
| 3   | 16.—18. Oktober     | European Darts Grand Prix  | Sindelfingen   | José de Sousa 105,79  | 8 : 4    | Michael van Gerwen 92,43 |
| 4   | 23.—25. Oktober     | International Darts Open   | Riesa          | Joe Cullen 97,19      | 8 : 4    | Michael van Gerwen 91,37 |

## Secondary Tour Events

### PDC Challenge Tour
| Nr. | Datum      | Austragungsort | Sieger            | Ergebnis | Finalist        |
| --- | ---------- | -------------- | ----------------- | -------- | --------------- |
| 1   | 25.01.2020 | Wigan          | Robert Collins    | 5 : 4    | Adam Huckvale   |
| 2   | 25.01.2020 | Wigan          | Scott Mitchell    | 5 : 1    | Andrew Gilding  |
| 3   | 26.01.2020 | Wigan          | Matthew Dennant   | 5 : 4    | Nathan Rafferty |
| 4   | 26.01.2020 | Wigan          | Jitse van der Wal | 5 : 2    | Arjan Konterman |
| 5   | 09.10.2020 | Barnsley       | Keane Barry       | 5 : 4    | Maikel Verberk  |
| 6   | 09.10.2020 | Barnsley       | David Evans       | 5 : 4    | Richie Burnett  |
| 7   | 10.10.2020 | Barnsley       | Jim Williams      | 5 : 2    | Lewis Williams  |
| 8   | 10.10.2020 | Barnsley       | David Evans       | 5 : 0    | Chas Barstow    |
| 9   | 11.10.2020 | Barnsley       | Ritchie Edhouse   | 5 : 4    | Scott Taylor    |
| 10  | 11.10.2020 | Barnsley       | Kevin Doets       | 5 : 3    | Ritchie Edhouse |

### PDC Development Tour
| Nr. | Datum      | Austragungsort | Sieger         | Ergebnis | Finalist         |
| --- | ---------- | -------------- | -------------- | -------- | ---------------- |
| 1   | 29.02.2020 | Hildesheim     | Berry van Peer | 5 : 1    | Martin Schindler |
| 2   | 29.02.2020 | Hildesheim     | Ryan Meikle    | 5 : 3    | Niels Zonneveld  |
| 3   | 01.03.2020 | Hildesheim     | Ryan Meikle    | 5 : 3    | Nico Kurz        |
| 4   | 01.03.2020 | Hildesheim     | Wessel Nijman  | 5 : 3    | Martin Schindler |
| 5   | 25.09.2020 | Barnsley       | Kevin Doets    | 5 : 4    | Keane Barry      |
| 6   | 25.09.2020 | Barnsley       | Damian Mol     | 5 : 3    | Keelan Kay       |
| 7   | 26.09.2020 | Barnsley       | Ted Evetts     | 5 : 3    | Joe Davis        |
| 8   | 26.09.2020 | Barnsley       | Keane Barry    | 5 : 3    | Ryan Meikle      |
| 9   | 27.09.2020 | Barnsley       | Keane Barry    | 5 : 4    | Ryan Meikle      |
| 10  | 27.09.2020 | Barnsley       | Callan Rydz    | 5 : 1    | Lok Yin Lee      |

## PDC Women’s Series
| Nr. | Datum      | Austragungsort | Sieger          | Ergebnis | Finalist        |
| --- | ---------- | -------------- | --------------- | -------- | --------------- |
| 1   | 17.10.2020 | Barnsley       | Lisa Ashton     | 6 : 3    | Fallon Sherrock |
| 2   | 17.10.2020 | Barnsley       | Deta Hedman     | 6 : 5    | Aileen de Graaf |
| 3   | 18.10.2020 | Barnsley       | Lisa Ashton     | 6 : 3    | Deta Hedman     |
| 4   | 18.10.2020 | Barnsley       | Fallon Sherrock | 6 : 2    | Corrine Hammond |

## PDC Home Tour
| Nr.                | Datum      | Sieger             | 2. Platz              | 3. Platz              | 4. Platz             |
| ------------------ | ---------- | ------------------ | --------------------- | --------------------- | -------------------- |
| 1. Runde           |            |                    |                       |                       |                      |
| 1                  | 17.04.2020 | Jamie Lewis        | Peter Wright          | Peter Jacques         | Niels Zonneveld      |
| 2                  | 18.04.2020 | Luke Woodhouse     | Gerwyn Price          | Ted Evetts            | Rowby-John Rodriguez |
| 3                  | 19.04.2020 | Dave Chisnall      | Scott Waites          | Jonathan Worsley      | Jan Dekker           |
| 4                  | 20.04.2020 | Geert Nentjes      | Ross Smith            | Mickey Mansell        | Lisa Ashton          |
| 5                  | 21.04.2020 | Nick Kenny         | Luke Humphries        | Joe Murnan            | Devon Petersen       |
| 6                  | 22.04.2020 | Ryan Searle        | Andy Boulton          | James Wade            | Adrian Gray          |
| 7                  | 23.04.2020 | Jelle Klaasen      | Ryan Meikle           | Gabriel Clemens       | Gavin Carlin         |
| 8                  | 24.04.2020 | Jonny Clayton      | Adam Hunt             | David Pallett         | Richard North        |
| 9                  | 25.04.2020 | Martijn Kleermaker | Michael Smith         | Matt Clark            | Harry Ward           |
| 10                 | 26.04.2020 | Nathan Aspinall    | Steve Brown           | Ryan Joyce            | Simon Stevenson      |
| 11                 | 27.04.2020 | Alan Tabern        | Mike van Duivenbode   | Kirk Shepherd         | Simon Whitlock       |
| 12                 | 28.04.2020 | Max Hopp           | Mike De Decker        | Conan Whitehead       | Keegan Brown 1       |
| 13                 | 29.04.2020 | Carl Wilkinson     | Steve Beaton          | Callan Rydz           | Matthew Edgar        |
| 14                 | 30.04.2020 | Chris Dobey        | Ron Meulenkamp        | Ciarán Teehan         | Kai Fan Leung        |
| 15                 | 01.05.2020 | Darren Webster     | Bradley Brooks        | Andy Hamilton         | Scott Baker          |
| 16                 | 02.05.2020 | Jeff Smith         | Martin Atkins         | Ricky Evans           | Christian Bunse      |
| 17                 | 03.05.2020 | Damon Heta         | John Henderson        | Krzysztof Kciuk       | Gary Blades          |
| 18                 | 04.05.2020 | Stephen Bunting    | Kim Huybrechts        | Harald Leitinger      | Nathan Derry         |
| 19                 | 05.05.2020 | Glen Durrant       | Justin Pipe           | Maik Kuivenhoven      | Vincent van der Meer |
| 20                 | 06.05.2020 | Ryan Murray        | Joe Cullen            | John Michael          | Jermaine Wattimena   |
| 21                 | 07.05.2020 | Rob Cross          | Dimitri Van den Bergh | Karel Sedláček        | William Borland      |
| 22                 | 08.05.2020 | Jesús Noguera      | Danny Noppert         | Ian White             | James Wilson         |
| 23                 | 09.05.2020 | Daniel Larsson     | Dirk van Duijvenbode  | Martin Schindler      | Kyle Anderson        |
| 24                 | 10.05.2020 | Jamie Hughes       | Krzysztof Ratajski    | Darius Labanauskas    | Toni Alcinas         |
| 25                 | 11.05.2020 | José de Sousa      | Keegan Brown          | Reece Robinson        | Robert Thornton      |
| 26                 | 12.05.2020 | Mike De Decker     | Steve Brown           | Martin Atkins         | Conan Whitehead      |
| 27                 | 13.05.2020 | Scott Waites       | Ross Smith            | Ron Meulenkamp        | Steve Beaton         |
| 28                 | 14.05.2020 | Luke Humphries     | Michael Smith         | Andy Boulton          | Mike van Duivenbode  |
| 29                 | 15.05.2020 | Cristo Reyes       | John Henderson        | Danny Noppert         | Ryan Meikle          |
| 30                 | 16.05.2020 | Gary Anderson      | Kim Huybrechts        | Dimitri Van den Bergh | Dirk van Duijvenbode |
| 31                 | 17.05.2020 | Joe Cullen         | Keegan Brown          | Gerwyn Price          | Bradley Brooks       |
| 32                 | 18.05.2020 | Peter Wright       | Adam Hunt             | Krzysztof Ratajski    | Justin Pipe          |
| 2. Runde           |            |                    |                       |                       |                      |
| 1                  | 26.05.2020 | Jelle Klaasen      | Cristo Reyes          | Peter Wright          | Ryan Murray          |
| 2                  | 27.05.2020 | Mike De Decker     | Stephen Bunting       | Alan Tabern           | Glen Durrant         |
| 3                  | 28.05.2020 | Gary Anderson      | Luke Humphries        | Jamie Lewis           | Nick Kenny           |
| 4                  | 29.05.2020 | Dave Chisnall      | Geert Nentjes         | Darren Webster        | Damon Heta           |
| 5                  | 30.05.2020 | Rob Cross          | Ryan Searle           | Luke Woodhouse        | Daniel Larsson       |
| 6                  | 31.05.2020 | Joe Cullen         | Jeff Smith            | Chris Dobey           | Martijn Kleermaker   |
| 7                  | 01.06.2020 | Nathan Aspinall    | José de Sousa         | Jamie Hughes          | Jesús Noguera        |
| 8                  | 02.06.2020 | Jonny Clayton      | Scott Waites          | Max Hopp              | Carl Wilkinson       |
| 3. Runde           |            |                    |                       |                       |                      |
| 1                  | 03.06.2020 | Gary Anderson      | Jelle Klaasen         | Dave Chisnall         | Mike De Decker       |
| 2                  | 04.06.2020 | Jonny Clayton      | Nathan Aspinall       | Joe Cullen            | Rob Cross            |
| Championship Group |            |                    |                       |                       |                      |
| 1                  | 05.06.2020 | Nathan Aspinall    | Gary Anderson         | Jonny Clayton         | Jelle Klaasen        |

## Non-UK Affiliate Tours

### Professional Darts Corporation Nordic & Baltic
| Nr. | Datum      | Austragungsort | Sieger         | Ergebnis | Finalist           |
| --- | ---------- | -------------- | -------------- | -------- | ------------------ |
| 1   | 29.02.2020 | Vääksy         | Kim Viljanen   | 6 : 5    | Darius Labanauskas |
| 2   | 01.03.2020 | Vääksy         | Daniel Larsson | 6 : 2    | Kim Viljanen       |

### Professional Darts Corporation Asia
Nach mehreren Verschiebungen wurde PDC Asia Tour aufgrund der COVID-19-Pandemie am 11. August 2020 komplett abgesagt.

### Dartplayers Australia (DPA) Pro Tour
| Nr. | Datum      | Austragungsort  | Sieger            | Ergebnis     | Finalist       |
| --- | ---------- | --------------- | ----------------- | ------------ | -------------- |
| 1   | 31.01.2020 | Barrack Heights | Gordon Mathers    | 6 : 3        | Kyle Anderson  |
| 2   | 01.02.2020 | Barrack Heights | Robbie King       | 5 : 3        | Jamie Rundle   |
| 3   | 02.02.2020 | Barrack Heights | Kyle Anderson     | 2 : 0 (sets) | Mal Cuming     |
| 4   | 06.03.2020 | Brisbane        | Mal Cuming        | 6 : 1        | Jamie Rundle   |
| 5   | 07.03.2020 | Brisbane        | Ben Robb          | 5 : 2        | Haupai Puha    |
| 6   | 08.03.2020 | Brisbane        | Steve Fitzpatrick | 2 : 0 (sets) | Gordon Mathers |

Die DPA Pro Tour wurde am 5. Juni aufgrund der COVID-19-Pandemie vorzeitig abgebrochen. Die letzten 14 noch ausgespielten Turniere wurden in die DPA Order of Merit mit einbezogen, welche die Qualifikanten für die PDC World Darts Championship 2021 und PDC World Youth Championship 2020 bestimmt.

### EuroAsian Darts Corporation (EADC) Pro Tour
| Nr. | Datum    | Austragungsort | Sieger               | Ergebnis | Finalist             |
| --- | -------- | -------------- | -------------------- | -------- | -------------------- |
| 1   | 22.02.20 | Moskau         | Boris Kolzow         | 6 : 4    | Alexei Kadotschnikow |
| 2   | 22.02.20 | Moskau         | Alexei Kadotschnikow | 6 : 2    | Boris Kolzow         |
| 3   | 23.02.20 | Moskau         | Boris Kolzow         | 6 : 2    | Jewgeni Isotow       |

### Championship Darts Corporation Pro Tour
| Nr.             | Datum      | Austragungsort | Sieger        | Ergebnis | Finalist      |
| --------------- | ---------- | -------------- | ------------- | -------- | ------------- |
| Canadian Series |            |                |               |          |               |
| 1               | 26.09.2020 | Woodstock      | Shawn Burt    | 6 : 3    | David Cameron |
| 2               | 26.09.2020 | Woodstock      | David Cameron | 6 : 5    | Matt Campbell |
| 3               | 27.09.2020 | Woodstock      | Matt Campbell | 6 : 3    | Shawn Burt    |
| 4               | 27.09.2020 | Woodstock      | Jim Long      | 6 : 3    | Matt Campbell |
| USA Series      |            |                |               |          |               |
| 1               | 03.10.2020 | Indianapolis   | Danny Baggish | 6 : 5    | Chuck Puleo   |
| 2               | 03.10.2020 | Indianapolis   | Danny Baggish | 6 : 5    | Danny Lauby   |
| 3               | 04.10.2020 | Indianapolis   | Darin Young   | 6 : 5    | Chuck Puleo   |
| 4               | 04.10.2020 | Indianapolis   | Danny Baggish | 6 : 0    | Gary Mawson   |

### World Championship International Qualifiers
| Datum      | Event                                          | Austragungsort | Sieger             | Ergebnis | Finalist         |
| ---------- | ---------------------------------------------- | -------------- | ------------------ | -------- | ---------------- |
| 20.10.2019 | CDC Continental Cup                            | Woodside       | Danny Lauby        | 8 : 2    | Gary Mawson      |
| 14.06.2020 | Super League Darts                             | Ismaning       | Nico Kurz          | 10 : 9   | Dragutin Horvat  |
| 11.10.2020 | PDJ Japanese Qualifier                         | Kobe           | Edward Foulkes     | 5 : 4    | Akihito Morita   |
| 17.10.2020 | PDC China Qualifier                            | Zhoushan       | Liu Chengan        | 6 : 4    | Qingyu Zhan      |
| 17.10.2020 | East Europe Qualifier                          | Vecsés         | Boris Krčmar       | 6 : 1    | Patrik Kovács    |
| 25.10.2020 | EADC Qualifier                                 | Moskau         | Dmitri Gorbunow    | 3 : 1    | Roman Obuchow    |
| 01.11.2020 | African Qualifier                              | Kapstadt       | Cameron Carolissen | 7 : 4    | Charles Losper   |
| 22.11.2020 | PDC Asia China Qualifier                       | Xiamen         | Zhuang Di          | 3 : 0    | Wenge Xie        |
| 28.11.2020 | PDC Asia Philippines Qualifier                 | Tacloban       | Lourence Ilagan    | 3 : 1    | Paolo Nebrida    |
| 29.11.2020 | PDC Asia Japanese Qualifier                    | Tokio          | Tōru Suzuki        | 5 : 3    | Kota Suzuki      |
| 29.11.2020 | PDC Asia Hong Kong Qualifier                   | Hongkong       | Paul Lim           | 7 : 5    | Lee Lok Yin      |
| 29.11.2020 | World Youth Championship                       | Coventry       | Bradley Brooks     | 6 : 5    | Joe Davis        |
| 30.11.2020 | UK Tour Card Holder’s Qualifier                | Coventry       | Ciarán Teehan      | 7 : 6    | Joe Murnan       |
| 30.11.2020 | UK Tour Card Holder’s Qualifier                | Coventry       | Jamie Lewis        | 7 : 5    | Robert Thornton  |
| 30.11.2020 | UK Tour Card Holder’s Qualifier                | Coventry       | Matthew Edgar      | 7 : 2    | Josh Payne       |
| 30.11.2020 | UK Tour Card Holder’s Qualifier                | Coventry       | Nick Kenny         | 7 : 6    | James Wilson     |
| 30.11.2020 | Rest of the World Tour Card Holder’s Qualifier | Coventry       | Niels Zonneveld    | 7 : 4    | Martin Schindler |
| 30.11.2020 | Rest of the World Tour Card Holder’s Qualifier | Coventry       | Karel Sedláček     | 7 : 2    | Jan Dekker       |